# SD-WAN
SD-WAN ist die Abkürzung für Software-Defined Networking (SDN) in einem Wide Area Network (WAN). SD-WAN vereinfacht die Verwaltung und den Betrieb eines WAN, indem die Netzwerkhardware von ihrem Steuerungsmechanismus entkoppelt wird. Dieses Konzept ist vergleichbar mit der Art und Weise, wie Software-Defined Networking die Virtualisierungstechnologie implementiert, um die Verwaltung und den Betrieb von Rechenzentren zu verbessern.
Eine Schlüsselanwendung von SD-WAN ist es, Unternehmen den Aufbau von leistungsfähigeren WANs unter Verwendung von kostengünstigeren und handelsüblichen Internetzugängen zu ermöglichen. Dadurch können Unternehmen teurere private WAN-Verbindungstechnologien wie MPLS teilweise oder gänzlich ersetzen.

## Überblick

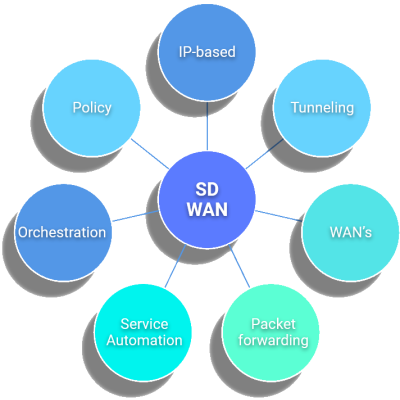
SD-WAN

WANs ermöglichen es Unternehmen, ihre Computernetzwerke über große Entfernungen zu erweitern, entfernte Niederlassungen mit Rechenzentren und untereinander zu verbinden und Anwendungen und Dienste bereitzustellen, die für die Ausführung von Geschäftsfunktionen erforderlich sind. Aufgrund der physikalischen Einschränkungen, die durch die Übertragungsdauer über große Entfernungen entstehen, und der Notwendigkeit, mehrere Service-Provider zu integrieren, um globale Geografien (oft über Ländergrenzen hinweg) abzudecken, stehen WANs vor großen betrieblichen Herausforderungen, wie beispielsweise Netzwerküberlastungen, Schwankungen der Paketverzögerung, Paketverluste und sogar Serviceausfälle. Moderne Anwendungen wie VoIP-Anrufe, Videokonferenzen, Streaming und virtualisierte Anwendungen und Desktops erfordern geringe Latenzzeiten. Auch die Anforderungen an die Bandbreite steigen, insbesondere bei Anwendungen mit hochauflösendem Video. Es kann kostspielig und schwierig sein, die WAN-Kapazität zu erweitern, mit entsprechenden Schwierigkeiten bei der Netzwerkverwaltung und Fehlerbehebung.
SD-WAN-Produkte sind darauf ausgelegt, diese Netzwerkprobleme zu lösen. Durch die Erweiterung oder den Ersatz herkömmlicher Branch-Router durch Virtualisierungsanwendungen, die Richtlinien auf Anwendungsebene steuern können und ein Netzwerk-Overlay bieten, können kostengünstigere Consumer-Grade-Internetverbindungen ähnlich wie eine dedizierte Leitung funktionieren. Dies vereinfacht den Einrichtungsprozess für das Zweigstellenpersonal. Das MEF-Forum hat eine SD-WAN-Architektur definiert, die aus einem SD-WAN-Edge, einem SD-WAN-Controller und einem SD-WAN-Orchestrator besteht. Der SD-WAN-Edge ist eine physische oder virtuelle Netzwerkfunktion, die am Standort der Zweigstelle/des regionalen/zentralen Büros eines Unternehmens, im Rechenzentrum und in öffentlichen oder privaten Cloud-Plattformen platziert wird. Das MEF-Forum hat den ersten SD-WAN-Service-Standard, MEF 70, veröffentlicht, der die grundlegenden Merkmale eines SD-WAN-Service sowie Serviceanforderungen und Attribute definiert.
Der SD-WAN-Orchestrator, der in der Regel auch die SD-WAN-Controller-Funktionalität beinhaltet, wird verwendet, um zentralisierte Richtlinien festzulegen, mit denen Weiterleitungsentscheidungen für Application Flows getroffen werden. Application Flows sind IP-Pakete, die klassifiziert wurden, um ihre Benutzeranwendung oder Gruppierung von Anwendungen zu bestimmen, denen sie zugeordnet sind. Die Gruppierung von Application Flows basierend auf einem gemeinsamen Typ, z. B. Konferenzanwendungen, wird in MEF 70 als Application Flow Group bezeichnet. Gemäß MEF 70 klassifiziert der SD-WAN-Edge eingehende IP-Pakete an der SD-WAN-UNI, bestimmt über die OSI-Schicht-2- bis Schicht-7-Klassifizierung, zu welchem Anwendungsfluss die IP-Pakete gehören, und wendet dann die Richtlinien an, um den Anwendungsfluss zu blockieren oder die Weiterleitung der Anwendungsflüsse basierend auf der Verfügbarkeit einer Route zur Ziel-SD-WAN-UNI an einem entfernten SD-WAN-Edge zu ermöglichen. Dadurch wird sichergestellt, dass die Anwendungsleistung die Service Level Agreements (SLAs) erfüllt.

## Geschichte
WANs waren sehr wichtig für die Entwicklung von Netzwerktechnologien im Allgemeinen und waren lange Zeit die wichtigste Anwendung von Netzwerken sowohl für militärische als auch für betriebliche Anwendungen. Die Fähigkeit, Daten über große Entfernungen zu kommunizieren, war einer der Hauptantriebsfaktoren für die Entwicklung von Datenkommunikationstechnologien, da sie es ermöglichte, die Entfernungsbeschränkungen zu überwinden sowie die für den Austausch von Nachrichten mit anderen Parteien erforderliche Zeit zu verkürzen.
Ältere WAN-Technologien ermöglichten die Kommunikation über Leitungen, die zwei oder mehr Endpunkte miteinander verbanden. Frühere Technologien unterstützten die Punkt-zu-Punkt-Kommunikation über eine langsame Leitung, normalerweise zwischen zwei festen Standorten. Mit der Weiterentwicklung der Technologie wurden die WAN-Schaltungen schneller und flexibler. Innovationen wie Circuit- und Packet-Switching (in Form von X.25, ATM und später Internet Protocol oder Multiprotocol Label Switching) ermöglichten eine dynamischere Kommunikation und immer größere Netzwerke.
Die Notwendigkeit einer strengen Kontrolle, Sicherheit und Servicequalität bedeutete, dass multinationale Unternehmen beim Leasing und Betrieb ihrer WANs sehr vorsichtig vorgingen. Nationale Vorschriften schränkten die Unternehmen ein, die in jedem Land einen lokalen Service anbieten durften, und komplexe Vereinbarungen waren notwendig, um wirklich globale Netzwerke einzurichten. All das änderte sich mit dem Wachstum des Internets, das es Unternehmen auf der ganzen Welt ermöglichte, sich miteinander zu verbinden. In den ersten Jahren wurde die unkontrollierte Natur des Internets jedoch nicht als angemessen oder sicher für die Nutzung durch private Unternehmen angesehen.
Unabhängig von Sicherheitsbedenken wurde die Anbindung an das Internet zu einer Notwendigkeit, bis hin zu dem Punkt, an dem jede Niederlassung einen Internetzugang benötigte. Zunächst wurde die private Kommunikation aufgrund von Sicherheitsbedenken noch über das WAN abgewickelt, die Kommunikation mit anderen Einheiten (einschließlich Kunden und Partnern) verlagerte sich ins Internet.
Als das Internet an Reichweite und Reife zunahm, begannen Unternehmen zu evaluieren, wie es für die private Unternehmenskommunikation genutzt werden kann. In den frühen 2000er Jahren wurde die Anwendungsbereitstellung über das WAN zu einem wichtigen Thema der Forschung und kommerziellen Innovation. Im Laufe des nächsten Jahrzehnts ermöglichte die steigende Rechenleistung die Entwicklung von softwarebasierten Appliances, die den Datenverkehr analysieren und fundierte Entscheidungen in Echtzeit treffen konnten. Dadurch wurde es möglich, groß angelegte Overlay-Netzwerke über das öffentliche Internet zu schaffen, die alle Funktionen herkömmlicher WANs zu einem Bruchteil der Kosten nachbilden konnten.
SD-WAN kombiniert mehrere Technologien, um vollwertige private Netzwerke zu schaffen, mit der Möglichkeit, Netzwerkbandbreite dynamisch über die Verbindungspunkte zu teilen. Zu den zusätzlichen Erweiterungen gehören zentrale Controller, Zero-Touch-Provisioning, integrierte Analysen und On-Demand-Circuit-Provisioning, wobei ein Teil der Netzwerkintelligenz in der Cloud angesiedelt ist, was eine zentralisierte Richtlinienverwaltung und Sicherheit ermöglicht.
Netzwerkpublikationen begannen bereits 2014 den Begriff SD-WAN zu verwenden, um diesen neuen Netzwerk-Trend zu beschreiben.

## Anforderungen
Das Marktforschungsunternehmen Gartner hat ein SD-WAN mit vier erforderlichen Eigenschaften definiert:
- Die Fähigkeit, mehrere Verbindungstypen zu unterstützen, z. B. MPLS, Last-Mile-Glasfasernetz oder über High-Speed-Mobilfunknetze, z. B. 4G LTE und 5G-Funktechnologien.
- Die Fähigkeit zur dynamischen Pfadauswahl, um Ausfallsicherheit und Lastverteilung zu ermöglichen.
- Eine einfache Oberfläche, die leicht zu konfigurieren und zu verwalten ist.
- Die Fähigkeit, VPNs und Dienste von Drittanbietern wie WAN-Optimierungs-Controller, Firewalls und Web-Gateways zu unterstützen.

## Formfaktor
SD-WAN-Produkte können sowohl physische Geräte als auch rein softwarebasierte Produkte sein.

## Features
SD-WAN besitzt einige Features, wie Ausfallsicherheit, Quality of Service (QoS), Security und Performance mit flexiblen Bereitstellungsoptionen, vereinfachte Administration und Fehlerbehebung sowie Online Traffic Engineering.

### Ausfallsicherheit
Um die Ausfallzeiten eines Netzwerks zu reduzieren, kann ein ausfallsicheres SD-WAN verwendet werden. Hierfür wird zusätzlich eine Echtzeit-Erkennung von Ausfällen und anschließend ein automatisches Umschalten (Failover) auf eine funktionierende Verbindung benötigt.

### Quality of service
Um die Qualität von kritischen Services gewährleisten beziehungsweise unterstützen zu können, verfügt die SD-WAN-Technologie über ein Bewusstsein auf Anwendungsebene. Dadurch wird von der Technologie, den kritischen Anwendungen eine Priorität die Bandbreite betreffend zugewiesen. Die Leistung kann durch schnellere Bereitstellung verbessert werden, wenn der Pfad dynamisch ausgewählt wird, die Anwendung auf einer schnelleren Verbindung gesendet wird, oder sogar auf zwei Pfade aufgeteilt wird.

### Sicherheit
Eine Grundvoraussetzung für WAN-Sicherheit ist IPsec, welche auch für die gesicherte SD-WAN-Kommunikation verwendet wird. Des Weiteren werden in SD-WAN Produkte auch immer häufiger weitere Security-Funktionen wie z. B. Next Generation Firewalls integriert.

### Optimierung der Anwendungen
Um die Bereitstellung von Anwendungen durch SD-WANs verbessern zu können, wird Caching verwendet. Dabei werden kürzlich abgerufene Informationen im Speicher abgelegt. Dadurch kann ein zukünftiger Zugriff schneller erfolgen.

### Bereitstellungsoptionen
SD-WAN-Produkte sind meistens als vorkonfigurierte Geräte erhältlich, welche an entfernten Standorten wie am Netzwerkrand von Rechenzentren oder Zweigstellen platziert werden. Zusätzlich existieren auch virtuelle Geräte, die auf bereits vorhandener Netzwerkhardware arbeiten können. Ebenso können die virtuellen Geräte auch in Cloud-Umgebungen wie Amazon Web Services (AWS), Unified Communications as a service (UCaaS) oder als Software as a Service (SaaS) bereitgestellt werden. Dadurch können Unternehmen von SD-WAN Services, durch die Migration der Anwendungsbereitstellung, von den eigenen Servern auf cloudbasierte Dienste wie Salesforce.com und Google-Apps profitieren.

### Administration und Fehlerbehebung
Wie bei allgemeinen Netzwerkgeräten kann die Verwendung von grafischen Benutzeroberflächen zur Konfiguration und Steuerung gegenüber der Kommandozeile bevorzugt werden. Eine zusätzliche nützliche Verwaltungsfunktion ist die automatische Pfadauswahl. Weiters können die Endgeräte zentral konfiguriert werden, indem die Änderungen der Konfiguration danach weiter übertragen werden. Ebenso eine Funktion ist ein Software-Defined-Networking-Ansatz, wodurch alle Geräte und virtuellen Geräte aufgrund der Anforderungen an die Anwendung konfiguriert werden können und nicht aufgrund der zugrunde liegenden Hardware.

### Online Traffic Engineering
Um die Übertragungsanforderungen den aktuellen Auslastungen der Ressourcen (Links) entsprechend anzupassen, kann Traffic Engineering von einem Controller, welcher das SD-WAN verwaltet und eine globale Sicht auf das Netzwerk hat, durchgeführt werden. Dies ist zum Beispiel durch eine zentrale Berechnung von Übertragungsraten am Controller und eine Ratenbegrenzung an den Absendern (Endpunkten) entsprechend möglich.

## Komplementäre Technologien

### SD-WAN versus WAN-Optimierung
SD-WAN und WAN-Optimierung haben einige Ähnlichkeiten, welche den Namen für die Sammlung von Techniken, die zur Steigerung der Datenübertragungseffizienz über WANs verwendet werden. Beide Technologien haben zum Ziel, die Bereitstellung von Anwendungen zwischen Zweigstellen und Rechenzentren zu beschleunigen. Dadurch, dass bei der SD-WAN-Technologie kostengünstige Netzwerkverbindungen die Arbeit von teuren Standleitungen übernehmen, konzentriert sich diese Technologie auf Kosteneinsparungen und Effizienz. Die WAN-Optimierung hingegen konzentriert sich auf die verbesserte Paketbereitstellung. Werden in einem SD-WAN Virtualisierungstechniken in Verbindung mit WAN-Optimierung eingesetzt, besteht die Möglichkeit, die Netzwerkbandbreite basierend auf dem Bedarf dynamisch zu vergrößern und zu verkleinern. Die SD-WAN-Technologie und die WAN-Optimierung können sowohl zusammen als auch separat verwendet werden. Einige SD-WAN-Anbieter fügen zu ihren Produkten WAN-Optimierungsfunktionen hinzu.

### WAN-Edge-Router
Datenpakete werden von WAN-Edge-Router zwischen verschiedenen WAN-Standorten weitergeleitet. Ebenso verschafft dieses Gerät den Unternehmen Zugang zu einem Carrier-Netzwerk. Eine weitere Bezeichnung für den WAN-Edge-Router ist Boundary-Router, welcher sich von einem Core-Router unterscheidet, welcher Pakete nur innerhalb eines Netzwerks sendet. Werden die Abhängigkeiten von Routing-Protokollen verringert, können SD-WANs als Overlay arbeiten und so die Verwaltung von vorhandenen WAN-Edge-Router zu vereinfachen. Möglicherweise kann ein SD-WAN auch eine Alternative zu WAN-Edge-Routern sein.

### SD-WAN vs. hybrides WAN
SD-WANs und hybride WANs ähneln sich manchmal, deshalb werden ebenso die Begriffe teilweise austauschbar verwendet. Jedoch sind sie nicht identisch. Bei einem hybriden WAN werden verschiedene Verbindungstypen verwenden, welche eine SDN-Komponente haben kann, jedoch nicht muss.

### SD-WAN vs. MPLS
Verbesserte Sicherheit, nahtlose Cloud und Unterstützung für mobile Benutzer sind erweiterte Funktionen, welche ein Cloud-basiertes SD-WAN durch die natürliche Nutzung der Cloud-Infrastruktur bietet. MPLS kann somit von cloudbasiertem SD-WAN ersetzt werden. Dies ermöglicht Unternehmen, Ressourcen freizusetzen, welche zuvor an WAN-Investitionen gebunden waren. Dies kann neue Möglichkeiten schaffen.
Drei typische Gründe, welche den Vergleich von MPLS mit SD-WAN diskutieren, werden in einer Übersicht dargestellt; vor allem, wenn MPLS aufgrund von vertraglichen Verpflichtungen behalten werden müssen und das Unternehmen von MPLS auf ein internetbasiertes SD-WAN migriert.

### SD-CORE
SD-WAN-Geräte allein lösen die Middle-Mile-Leistungsprobleme des Internet-Kerns nicht. SD-CORE-Architekturen sind konsistenter als das Internet und leiten den Verkehr optimal durch den Kern. SD-CORE ist als unabhängiger MPLS-Backbone oder als Software-definierter Backbone erhältlich.

## Prüfung und Validierung
Da es keinen Standardalgorithmus für SD-WAN-Controller gibt, verwenden die Gerätehersteller jeweils ihren eigenen proprietären Algorithmus bei der Übertragung von Daten. Diese Algorithmen bestimmen, welcher Datenverkehr über welchen Link geleitet werden soll und wann der Datenverkehr von einem Link auf einen anderen umgeschaltet werden soll. In Anbetracht der Vielzahl an Optionen, die in Bezug auf Software- und Hardware-SD-WAN-Steuerungslösungen verfügbar sind, ist es zwingend erforderlich, dass sie vor dem Einsatz unter realen Bedingungen in einer Laborumgebung getestet und validiert werden.
Für Testzwecke stehen mehrere Lösungen zur Verfügung, die von speziell entwickelten Netzwerkemulationsgeräten, die bestimmte Netzwerkbeeinträchtigungen auf das zu testende Netzwerk anwenden können, um die Leistung zuverlässig zu validieren, bis hin zu softwarebasierten Lösungen reichen.

## Marktplatz
Der SD-WAN-Anbietermarkt wird von der IT-Website Network World in drei Gruppen unterteilt. Erstens, etablierte Netzwerkanbieter, welche SD-WAN-Produkte in ihr Angebot aufnehmen. Zweitens, WAN Spezialisten, welche beginnen, die Funktionalitäten von SD-WAN in ihre Produkte zu integrieren. Drittens, Start-ups, welche sich speziell auf den SD-WAN-Markt konzentrieren.
Als Alternative dazu, gruppiert eine Marktübersicht von Nemertes Research die SD-WAN-Anbieter in Kategorien, welche auf ihrem ursprünglichen Technologiebereich basieren: „Pure-play SD-WAN-Anbieter“, „WAN-Optimierungs-Anbieter“, „Link-Aggregations-Anbieter“ und „Allgemeine Netzwerk-Anbieter“. Die zweite Kategorie von Network World (Startups, die sich speziell auf den SD-WAN-Markt konzentrieren) entspricht im Großen und Ganzen der Kategorie „Pure-play SD-WAN-Anbieter“ von Nemertes. Jedoch bietet Nemertes einen detaillierteren Blick auf die bereits existierenden WAN- und allgemeinen Netzwerkanbieter.
Nemertes Research beschreibt zusätzlich die In-Net-Seite des SD-WAN-Marktes. Dies geschieht, indem die Go-to-Market-Strategie von Konnektivitätsanbiertern beschrieben wird, welche in den SD-WAN-Markt einsteigen. „Network-as-a-Service-Anbieter“, „Carrier oder Telcos“, „Content Delivery Networks“ und „Secure WAN-Anbieter“ gehören zu diesen Anbietern.

### Opensource
Von MEF 70 werden SD-WAN-Service-Attribute standardisiert und verwendet Standard IPv4 und IPv6-Routing-Protokolle. Ebenso verwenden diese Dienste das Standard-IPsec-Verschlüsselungsprotokolle. Weitere Standardisierungen für andere SD-WAN-Funktionen und damit verbundene Sicherheitsfunktionen, welche nicht in MEF 70 enthalten sind, werden im MEF-Forum entwickelt. Mehrere Open-Source-SD-WAN-Lösungen und Open-Source-SD-WAN-Implementierungen sind verfügbar. Die Linux Foundation hat beispielsweise drei Projekte, welche sich mit dem SD-WAN-Markt überschneiden und diesen unterstützen: ONAP, OpenDaylight Project, und die Tungsten Fabric (ehemals OpenContrail von Juniper Networks).